# 兜真徳
兜 眞徳（かぶと みちのり、1948年6月15日 - 2006年10月10日）は、日本の疫学研究者。

## 略歴
（この節の出典：）
- 1977年（昭和52年）6月 - 東京大学大学院医学系研究科保健学専門課程博士課程修了
- 1977年（昭和52年）6月 - 国立精神衛生研究所研究員
- 1982年（昭和57年）10月 - 長崎大学医学部講師
- 1984年（昭和59年）5月 - 長崎大学医学部助教授
- 1987年（昭和62年）1月 - 国立公害研究所環境保健部環境心理研究室長
- 1990年（平成 2年）7月 - 国立環境研究所地域環境研究グループ都市環境影響評価研究チーム
- 1996年（平成 8年）6月 - 国立環境研究所地域環境研究グループ上席研究官
- 2001年（平成13年）4月 - 独立行政法人国立環境研究所首席研究官
- 2006年（平成18年）4月 - 独立行政法人国立環境研究所環境健康研究領域上級主席研究員
- 2006年（平成18年）10月10日 - 悪性リンパ腫のため死去[1]。

「生活環境中電磁界による小児の健康リスクに関する研究」、通称、兜研究を担当した。